# Hydrangea asterolasia
Hydrangea asterolasia är en hortensiaväxtart som beskrevs av Friedrich Ludwig Diels. Hydrangea asterolasia ingår i släktet hortensior, och familjen hortensiaväxter. Inga underarter finns listade i Catalogue of Life.